# Jan Vos (Fußballspieler)

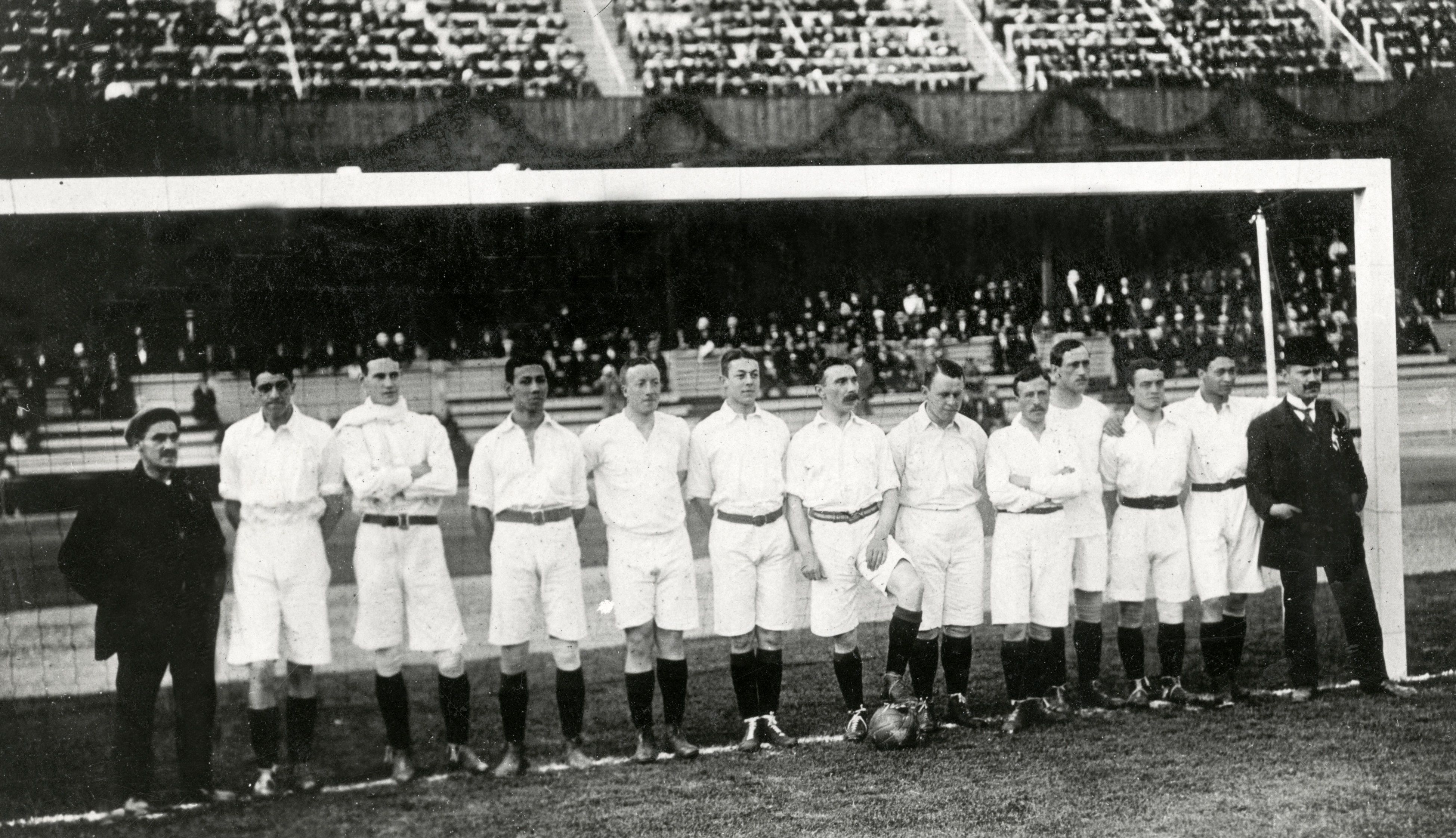
Jan Vos (dritter von rechts), Olympische Sommerspiele 1912

Jan Vos (* 17. April 1888 in Utrecht; † 25. August 1939 in Dordrecht, Südholland) war ein niederländischer Fußballspieler. 
Er bestritt zwischen 1912 und 1914 15 Länderspiele für die niederländische Fußballnationalmannschaft und erzielte dabei zehn Tore. Acht seiner zehn Tore erzielte er in vier Spielen bei den Olympischen Sommerspielen 1912 in Stockholm, womit er in der Torschützenliste des Turniers den zweiten Platz hinter dem Briten Harold Walden belegte. Fünf Treffer erzielte Vos beim 9:0-Sieg gegen Finnland im Spiel um den dritten Platz, mit dem sich die niederländische Nationalmannschaft die Bronzemedaille sicherte. 
Jan Vos spielte für die Utrechtse Voetbal Vereniging.